# 만엔 원년 미국 파견 사절

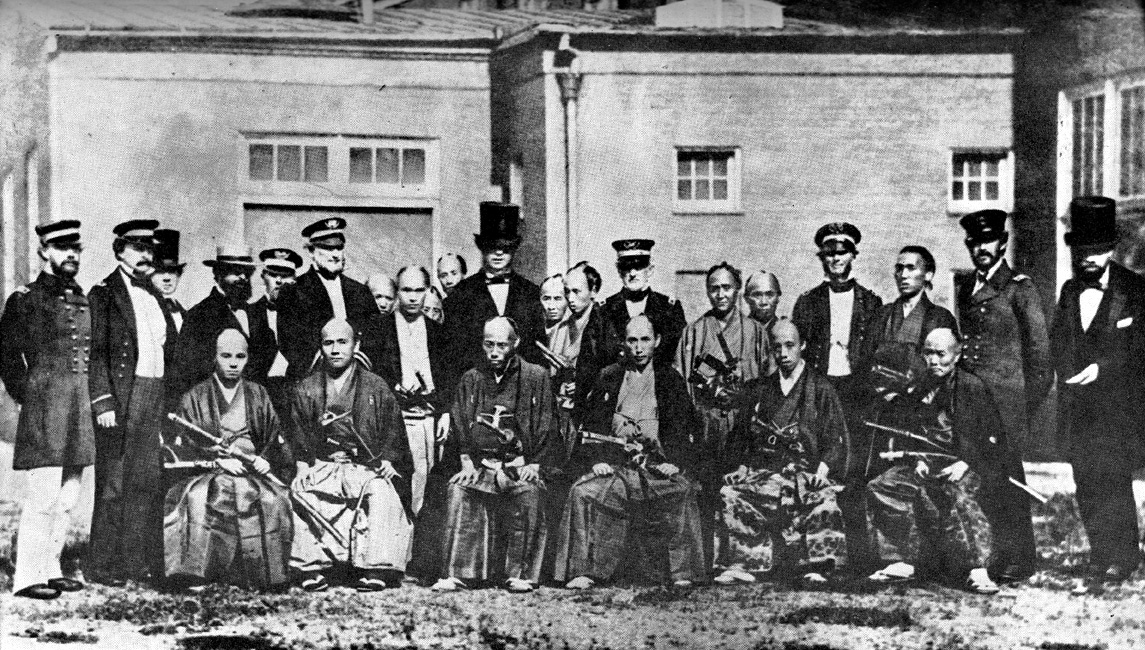
워싱턴 D.C. 조선소의 일본 사절단 일행 : 부사 무라가키 (왼쪽에서 3번째), 정사 신미 마사오키(중앙), 그리고 오구리 타다마사(오른쪽에서 두 번째)

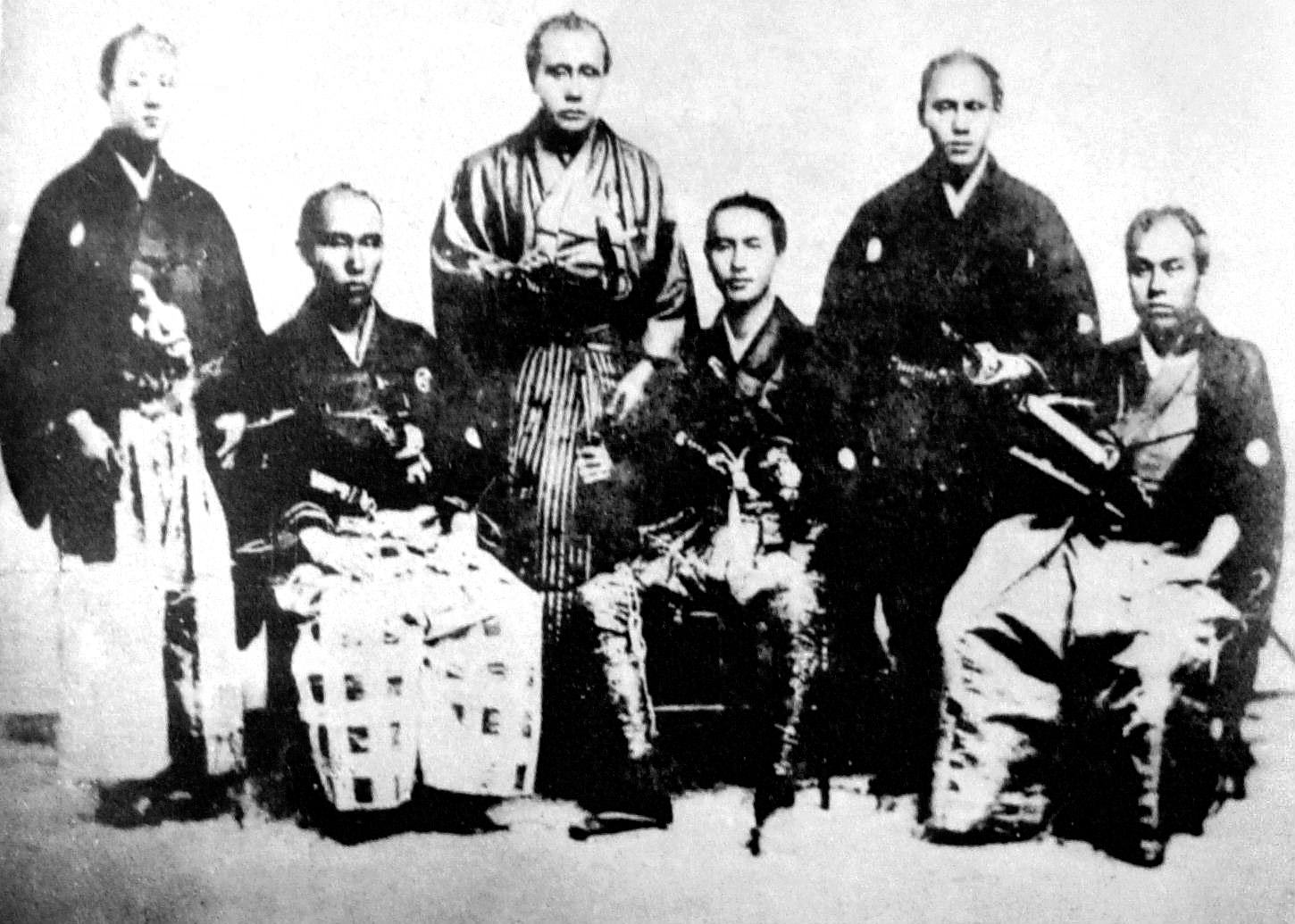
사절단을 에스코트했던 간린마루의 선원들, 오른쪽부터 후쿠자와 유키치, 오카다 세이조, 히다 하마고로, 고나가이 고하치로, 하마구치 요에몬, 네즈 긴지로

만엔 원년 미국 파견 사절(万延元年遣米使節)은 1860년에 에도 막부가 미일수호통상조약의 비준서 교환을 위해 파견한 사절단이다. 1854년 개국 이후 첫 공식 방문단이었다. 또한 쯔다유 일행은 이후 일본인으로서 두 번째 세계 일주를 했다.

## 개요
가에이 7년 1854년 3월 31일에 체결된 〈미일화친조약〉에 이어 안세이 5년 1858년 7월 29일에는 〈미일수호통상조약〉이 체결되었다. 비준서의 교환은 워싱턴 D.C.에서 진행하기로 하였기 때문에, 에도 막부는 미국에 사절단을 파견하게 되었다. (미국과 비준서 교환을 제안한 조약 협상은 이와세 다다나리(岩瀬忠震)가 했지만, 안세이 대옥으로 좌천되어 칩거를 당했기 때문에 사절에 참가하지 않았다).

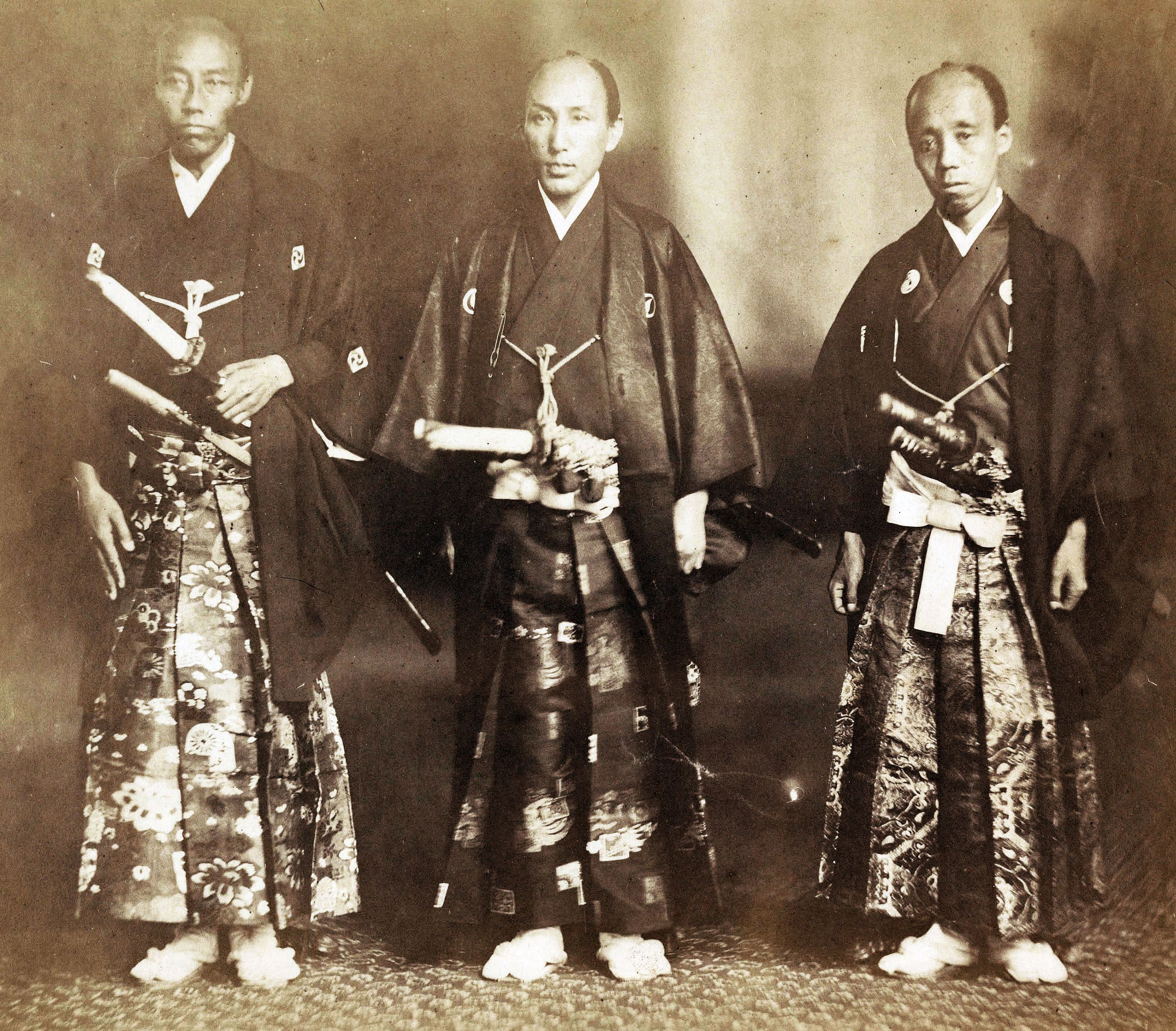
사절단 3인방, 무라가키 노리마사, 신미 마사오키, 오구리 다다마사

안세이 6년 1859년 9월, 정사와 부사와 함께 외국 봉행과 가나가와 봉행을 겸한 신미 마사오키(新見正興)와 무라가키 노리마사(村垣範正)가 임명되었다. 외국 봉행은 무라가키가 선임이었지만, 무라가키는 500석이었던데 반해 신미는 2,000석이었기 때문에, 신미가 정사에, 무라가키가 부사가 되었다. 감독관은 오구리 다다마사(小栗忠順)가 선정됐다. 본래 감독관은 부정이 없는지 등을 감시하는 임무였지만, 오구리는 비공식적으로 통화 교환 비율을 협상할 임무를 가지고 있었다. 이들 3명을 정식 대표로 하는 사절단 77명은 조시아 테트널 대장, 사령관 조지 피어슨 (George F. Pearson) 대령이 함장을 맡고 있는 미국 해군의 ‘포우하탄 호’를 타고, 태평양을 건너 미국으로 입국할 예정이었다. 감독관은 “감독관은 스파이다. 일본(도쿠가와 막부)은 스파이를 사절로서 동행시키고 있는가?”라는 혐의를 받았다. 그 때 “감독관은 검열을 한다”고 주장하고 떠났다 한다.
또한 포우하탄 호 사고 등 만일에 대비해 군함 부교 미즈노 다다노리의 건의로 정사 일행과는 별도로 호위 명목으로 간린마루(咸臨丸)를 파견하여 군함 부교 수준이었던 기무라 가이슈(水野忠徳)를 군함 봉행으로 승진시켜 간린마루 사령관으로 임명했다. 기무라는 선원 장교를 많이 배출한 군함조련소 교수인 가쓰 가이슈를 비롯한 나가사키 해군전습소 출신을 다지는 동시에 통역으로 미국의 사정에 밝은 나카하마 만지로(존 만지로)를 선택했다. 또한 후쿠자와 유키치가 기무라의 수행원으로 승선했다. 기무라는 일본인 승무원의 항해 기술로는 태평양 횡단에 불안함을 느껴 기술 고문으로 측량선 ‘페니모아 쿠퍼 호’ 함장이었던 해군 대위 브룩(쿠퍼 호가 좌초되었기 때문에 요코하마에 체류 중이었다)을 시작하는 미국 군인의 승함을 막부에 요청했고, 반대하는 일본인 승무원을 설득하여 인정하게 했다.

## 일정

### 샌프란시스코로

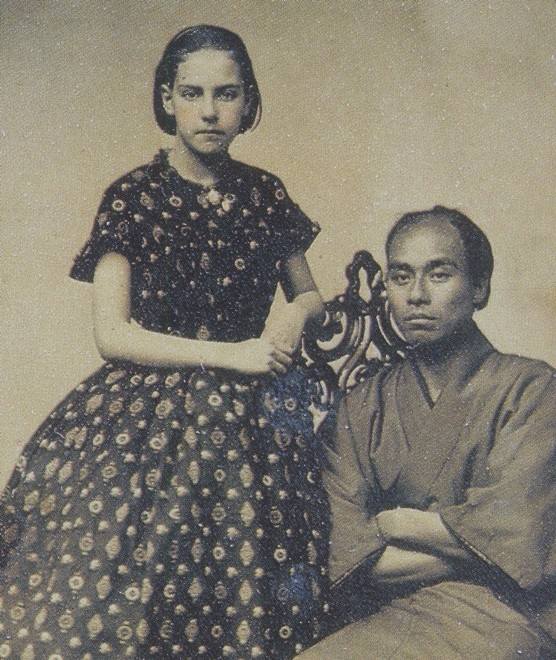
후쿠자와 유키치가 15세 소녀 시어도라 앨리스와 찍은 사진

안세이 7년 1860년 2월 9일, 사절단 일행은 시나가와 앞바다에서 포우하탄(Powhatan) 호에 승선하고, 요코하마에서 4일을 정박한 후 2월 13일 샌프란시스코로 출항했다. 도중에 심한 폭풍을 만나 석탄을 너무 많이 소모했기 때문에, 1860년 3월 4일, 보급을 받기위해 하와이섬 호놀룰루에 기항했다. (호놀룰루 도착 이틀 전에 날짜변경선을 통과했지만, 일행 대부분은 날짜를 조정하지 않기 때문에 일기의 날짜가 실제 날짜와 일치하지 않았다. 이후 조정한 날짜를 적는다). 하와이에 머무는 동안 일행은 하와이 왕국 국왕 카메하메하 4세를 만났다. 1860년 3월 17일, 호놀룰루를 출항하여 3월 28일에 샌프란시스코에 도착했다. 3월 11일에는 시장이 주최하는 환영식이 개최되었다.
한편, 간린마루도 폭풍을 만났고, 기무라의 예상대로 일본인 승무원은 쓸모가 없었지만, 브룩 이하의 미국인 선원의 노력으로 3월 18일에 샌프란시스코에 도착했다 (브룩은 유언으로 사후 50년동안 일기 공개를 금지했기 때문에, 이 항해의 실태가 밝혀진 것은 1960년이 되어서였다.). 포우하탄 호의 도착으로 간린마루의 임무는 완료했으나, 손상이 심하여 수리를 받을 필요가 있었다. 선박 수리를 위해 샌프란시스코에 머무는 동안, 간린마루의 승무원들은 현지인들과 교류를 했다. 후쿠자와 유키치는 사진관에 나가서 미국인 소녀와 함께 사진을 찍었다. 또한 후쿠자와와 나카하마는 웹스터 영중사전을 구입했는데, 이것은 영일사전을 만들기 위한 것이었다. 간린마루는 워싱턴 D.C.로 향하는 정사 일행과 헤어져 음력 윤 3월 19일에 샌프란시스코를 출발하여, 호놀룰루를 거쳐 음력 5월 5일에 우라가로 귀환했다. 또한 귀국 시에도 미국인 선원을 고용하고 항해했다.

### 파나마
사절단은 샌프란시스코에 9일을 머물렀고, 1860년 4월 7일, 파나마를 향해 출항했다. 4월 24일 파나마에 도착하였다. 파나마 운하는 당시에는 아직 완성되지 않았기 때문에 일행은 파나마 지협 철도가 특별히 준비한 기차로 대서양의 아스핀월(현재 콜론)로 이동했다. 이때의 모습을 무라가키는 “곧 증기가 활발히 지면서 이내 달려나가면서 눈을 부라리고 듣고 있으면, 어떻게 있었는지 배와는 달르다고 걱정하던 중 자동차 소리를 하고 달려나가거나”고 적고 있다. 중간에 짧게 휴식하였고, 3시간에 파나마 지협을 횡단하여 대서양에 도달했다. 여기에서 1년 이상 사절단의 도착을 기다리고 있었던 로어노크 호(USS Roanoke)로 갈아탔다.

### 워싱턴, 필라델피아, 뉴욕

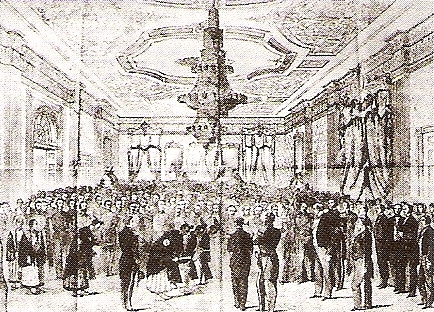
일본 사절의 백악관 환영회

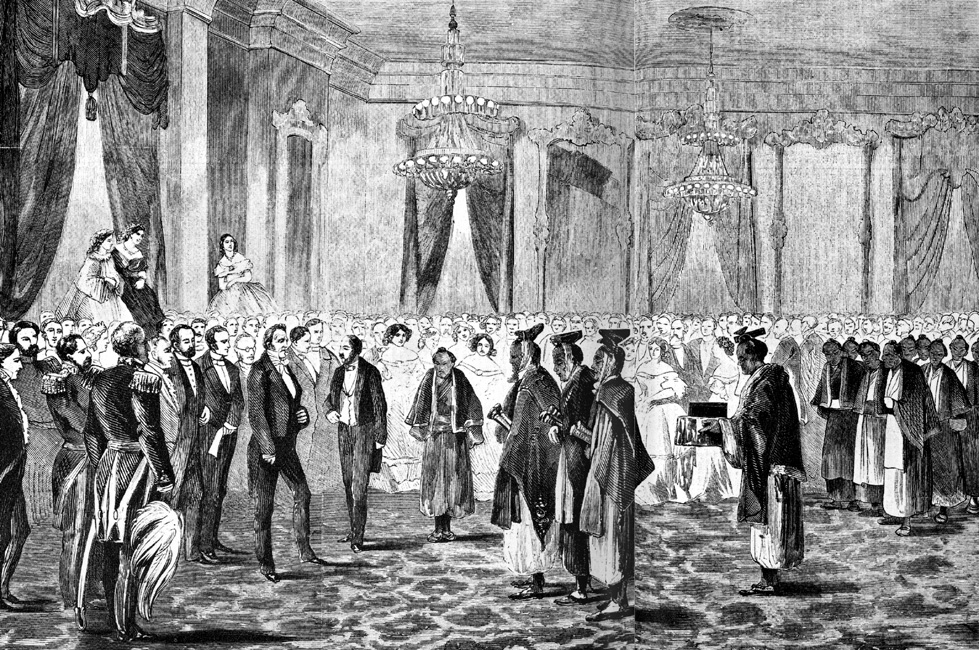
사절을 맞이하는 뷰캐넌 대통령

4월 26일, 아스펜월을 출항하여, 5월 15일에 워싱턴에 도착했다. 다음날 5월 16일에는 루이스 캐스 국무장관을 방문하였고, 5월 17일에 뷰캐넌 대통령을 만나 비준서를 통과시켰다. 5월 22일, 비준서가 교환되자 가장 큰 임무는 완료되었다. (비준 교환 증서는 중요문화재로 외무성에 보관되어 있다.) 워싱턴은 25일동안 체류했고, 그 사이에 스미스소니언 박물관, 미국 국회의사당, 워싱턴 해군 공창, 미국 해군 천문대를 방문하는 등 쉴새없이 얼마되지 않은 나날을 보냈다. 6월 5일, 다시 대통령을 만난 이후 국무부에서 캐스 국무부 장관으로부터 사절 3인은 금메달, 휘하 수행원은 은메달, 종자는 동메달이 수여되었다. 또한 워싱턴에 머무는 동안 여러 차례에 걸쳐 금은화폐의 협상이 진행되었다.
6월 8일, 워싱턴을 출발하여, 그날은 볼티모어에서 숙박을 했고, 다음날인 6월 9일, 필라델피아를 향해 출발하여, 당일에 도착했다. 필라델피아에서는 미국 조폐국을 견학했고, 미일 금화의 분석 실험이나 금은화폐의 협상도 계속 진행했다. 또한 체스 클럽을 방문하여 쇼군기를 선보였다.
필라델피아는 6일을 머물면서 6월 16일 오전에 출발하여, 오후에는 뉴욕에 도착했다. 뉴욕 브로드웨이의 퍼레이드가 펼쳐졌고, 50만명의 사람들이 몰려들면서 엄청난 환영을 받았다. 당시 《뉴욕타임즈》는 “도시의 역사에서 가장 새롭고, 화려한 이벤트 중 하나”라고 평했다. 2010년 6월에는 사무라이 방미 150주년을 기념한 특별전시회가 뉴욕시립박물관에서 열렸다. 뉴욕은 13일을 체류했지만, 특별히 중요한 행사가 있었던 것은 아니었다. 6월 29일, 나이아가라 호를 타고 일본을 향해 귀국길에 올랐다.
일행이 뉴욕을 출발할 때, 당시 세계 최대의 여객선이었던 그레이트 이스턴(증기선)이 뉴욕항에 정박하고 있었다. 그레이트 이스턴은 만재 배수량 3,2160톤, 길이 211m의 거대한 선박으로 배수량만으로 따지면 포우하탄의 10배에 달했다. 일행은 이것을 군함으로 착각했지만, 일본과 열강과의 과학 기술의 차이를 강하게 의식하는 사건이 되었다.

### 귀국
뉴욕을 출발한 일행은 북대서양을 횡단하여 포르투갈령 카보베르데(현 카포베르데)의 산비센테섬 포르토 그란데(현 민델르 항구)에 이르러, 거기에서 남하하여 포르투갈령 앙골라(현 앙골라)의 루안다를 통해 8월 27일는 희망봉을 돌아 인도양으로 들어갔다. 이후 네덜란드 령 바타비아(현 인도네시아 자카르타), 영국령 홍콩을 경유해 11월 9일, 시나가와 앞바다에 도착하여 다음날 하선했다.

## 통화 협상
이 사절단의 숨겨진 목적 중 하나가 통화 교환 비율의 협상이었다.
일본에서는 은(銀)이 원래 ‘조긴’(丁銀)과 ‘마메이타긴’(豆板銀) 등 중량으로 화폐 가치가 결정되는 칭량화폐로 유통되고 있었지만, 에도 시대 후기에 발행된 1푼 은전의 액면가가 포함된 계수화폐였다. 그 화폐 가치는 금화 1푼에 금과 등가로 여겨졌던 1/4량에 해당한다. 그러나 덴포 1푼은전은 무게는 2.3돈에 불과했고, 칭량화폐인 덴포 조긴(丁銀)의 중량을 환산한 3.9돈에도 훨씬 못 미치는 것이었으며, 따라서 귀금속으로서의 가치는 낮았다. 그러나 1푼은전의 발행 규모는 조긴을 훨씬 웃도는 것이며, 덴포 이래로 은화 유통의 주류를 이루고 있었다.
가나가와 조약의 체결로 일본 화폐와 서양 화폐와의 교환 비율을 결정할 필요가 생겼다. 막부는 일본의 중심 화폐인 금을 기준으로 교환율을 설정해야 한다고 주장했지만, 해리스는 당시의 국제 결제 기준 통화가 멕시코 은화였기 때문에, 은을 기준으로 할 것을 주장했다. 결국 막부는 미국 측에 저항으로 은 함량을 기준으로 1달러 = 3푼이라는 교환 비율을 승낙하게 된다.
이것은 상대적으로 일본 화폐의 가치가 낮아진 것을 의미한다. 금 함량을 비교하면 덴포 금화(코반) 5량이 미국 20달러 금화(Double Eagle)와 같다. 이 때문에 1달러(멕시코 은화) → 3푼(1푼 은화) → 0.75량 (덴포 금화) → 3달러 (20달러 금화)와 환전을 하기만 해도 막대한 이익을 올릴 수 있었다. 그 결과 대량의 돈이 해외로 유출되었다.
이를 방지하는 방법으로서 1분은전이 계수화폐이며 국제 결제용 화폐로는 부적절하다는 것을 외국에 인정받는 방법도 있었다. 오구리는 미국 방문 중에 이 협상을 벌였다. 오구리는 1푼은전과 그것과 같은 액면을 가진 1푼 금전을 필라델피아 미국 조폐국에서 분석하여, 1푼은전 35.6센트에 대해 1푼 금전은 89센트에 해당하는지 확인시켰다. 이 결과를 바탕으로 ‘양은과 1푼은전의 교환은 금지되었고, 90센트 = 1푼으로 1푼 금전으로 교환할 것’을 주장했다. 미국 측은 오구리가 주장하는 정당성은 이해했지만 합의에 이르지 못했다. 그러나 이 협상 과정에서 오구리는 터프한 협상가로서 일본인의 평가를 받은 것으로 알려져 있다.
결국 금은 교환 비율을 외국 수준으로 하기 위해 막부는 오구리의 귀국을 기다릴 필요도 없이 덴포 엽전의 1/3 미만의 금 함량의 만엔금화를 새로 발행하게 된다. 결과적으로 큰 폭의 인플레이션을 초래하게 되었다.

## 같이 보기
- 분큐 유럽 파견 사절
- 요코하마 쇄항 담판 사절단